# Mintaca
Mintaca (em árabe: مِنْطَقَة; romaniz.: Minṭaqah; pl. مَنَاطِق, manāṭiq) é uma divisão administrativa de primeiro nível na Arábia Saudita e de segundo nível em vários outros países árabes. Muitas vezes é traduzido como região ou distrito.